# Ribe Nationalfest
|  | Denne artikel er oprettet af botten PalnaBot ud fra en ekstern database. Den kan derfor have sproglige fejl eller mangler. Denne skabelon kan fjernes efter kontrol af indholdet. |

Ribe Nationalfest er en film med ukendt instruktør.

## Handling
Folkeoptog gennem Ribe by 1921. Mange i folkedragter, bl.a. kvinder i Fanødragter. Spejderne er også med. Foran domkirken. Mere optog med bl.a. soldater og mennesker iført forskellige folkedragter. Forsamling på stor åben plads. Man kan se domkirken i baggrunden. Optog med heste og vogne med forskellige gamle landbrugsredskaber. Kvinder i nummererede folkedragter. Nær af mænd og kvinder i folkedragter. Folkefest. Festdage.